# Johann Ernst Brancalio
Johann Ernst Brancalio, auch Brancaglio (* 6. November 1785 in Braunschweig; † 9. Mai 1831 in Braunschweig) war ein deutscher Ministerialbeamter und Schriftsteller. Als Verfasser von Schauerromanen und Erzählungen war er zu seiner Zeit ein beliebter und vielgelesener Autor.

## Leben
Johann Ernst Brancalio wurde 1785 als Sohn des Braunschweiger Theatermeisters Nicolaus Brancalio geboren. Über seine Ausbildung ist nichts bekannt. Brancalio war während des Königreichs Westphalen als Adjoint à l’inspection aux Revues in der königlichen Zensurbehörde in Kassel tätig. Nach der Errichtung des Herzogtums Braunschweig trat er 1814 in das braunschweigische Truppenkorps ein und wurde 1826 Kriegsassessor in der braunschweigischen Militärverwaltung, womit er Mitglied des Kriegskollegiums wurde. Aus der 1810 mit Hanne Marie Persch geschlossenen Ehe ging der spätere Waisenhausinspektor Adolf Brancalio (1817–1876) hervor. Brancalio starb im Mai 1831 im Alter von 45 Jahren in Braunschweig.
Brancalio war literarisch als Übersetzer und Verfasser von Romanen und Novellensammlungen tätig. Er übersetzte Schauerromane und Novellen der Engländerin Ann Radcliffe ins Deutsche und trug damit zur Vermittlung der Gothic Novel nach Deutschland bei. Sein eigenes Schaffen umfasst knapp 20 Titel in 40 Bänden, insbesondere Schauerromane und historische Erzählungen, die zum Teil in mehreren Auflagen gedruckt wurden. Seine Werke erschienen anonym und beziehen sich im Titel jeweils auf einen der vorgenannten Romane.

## Werke (Auswahl)
- Der Admiral, 1808/09.
- Centilles, 1816.
- Die Erscheinung im Schlosse der Pyrenäen, 1819.
- Die Geheimnisse der Abtei von Santa Columba, 1819.
- Das wandernde Gerippe. Eine Erzählung aus den Zeiten der französischen Revolution, 1821.
- Die Stimme des Unsichtbaren, 1822.
- Der Glückswechsel oder die Flucht nach Ostindien : mehr Wahrheit als Dichtung, 1823.
- Der schwarze Bund, 1824.
- Der Thurm von Ruthyna im Lande Wallis, 1824.
- Archibald's Abentheuer, oder des Schicksals seltsame Fügungen, 1825.
- Die Ruinen von Moncaldo oder Ferragand und seine Genossen : e. abentheuerl. Geschichte, 1826.